# فرودگاه پورگا
 فرودگاه پورگا (به انگلیسی: Porga Airport) یک فرودگاه است . این فرودگاه در کشور بنین قرار دارد .